# Schlossmuseum Darmstadt

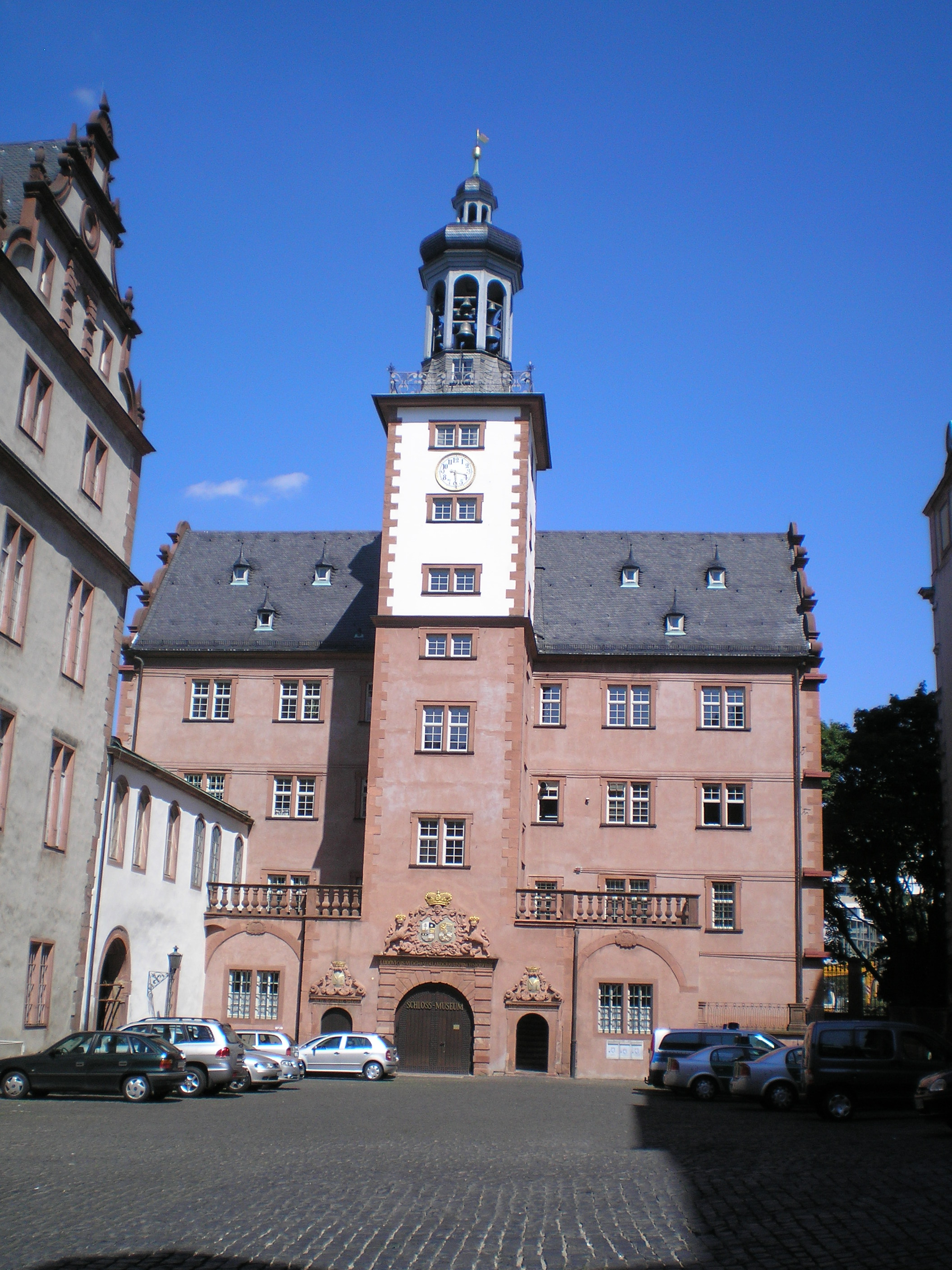
Ansicht des Glockenbaus

Das Schlossmuseum ist ein Museum in Darmstadt, das vornehmlich Gegenstände aus dem Besitz der früheren Landgrafen und Großherzöge von Hessen-Darmstadt zeigt.
Das Museum befindet sich im Glocken- und Kirchenbau des Residenzschlosses Darmstadt in der Darmstädter Innenstadt gegenüber dem Marktplatz.

## Geschichte
Nachdem der letzte Großherzog von Hessen-Darmstadt Ernst Ludwig 1918 abgesetzt worden war, wurde das Residenzschloss Darmstadt in seinen Privatbesitz überführt. Ernst Ludwig entschied sich das Schloss der Öffentlichkeit zugänglich zu machen und in ein Museum umzuwandeln, das 1924 schließlich eröffnet wurde.
In der Brandnacht von Darmstadt gegen Ende des Zweiten Weltkrieges wurde das Schlossmuseum großflächig zerstört. Zwar wurde bereits 1946 mit den Wiederherstellungsarbeiten begonnen, doch sollte es bis 1965 zur Wiedereröffnung des Schlossmuseums und noch bis zum Anfang der 1970er Jahre dauern, bis das Schloss wieder vollständig nutzbar wurde. Seitdem befindet sich das Schlossmuseum nur noch in einem Teil des Residenzschlosses, genauer im Glocken- und Kirchenbau. Andere Gebäudeteile werden von der TU Darmstadt sowie dem Deutschen Polen-Institut genutzt.

### Trägerschaft
Getragen wurde das Museum seit der Wiedereröffnung 1965 von einem Verein, dessen Träger wiederum die Hessische Hausstiftung, das Land Hessen und die Stadt Darmstadt waren. Nach dem Austritt der Stadt Darmstadt aus diesem Verein befand er sich seit Anfang des Jahres 2009 in Auflösung. Im Juli 2010 wurde ein Konzept vorgelegt, das die zukünftige Ausstellungsarbeit darstellte. Eine Sanierung des Schlossmuseums war seit Spätherbst 2013 im Gange. Ende 2014 stand nur eine beschränkte Ausstellungsfläche zur Verfügung. Seit Abschluss der Neugestaltung des Foyerbereichs im Glockenbau ist die Ausstellung mit öffentlichen und privat buchbaren Sonderführungen wieder voll zugänglich.

## Sammlung

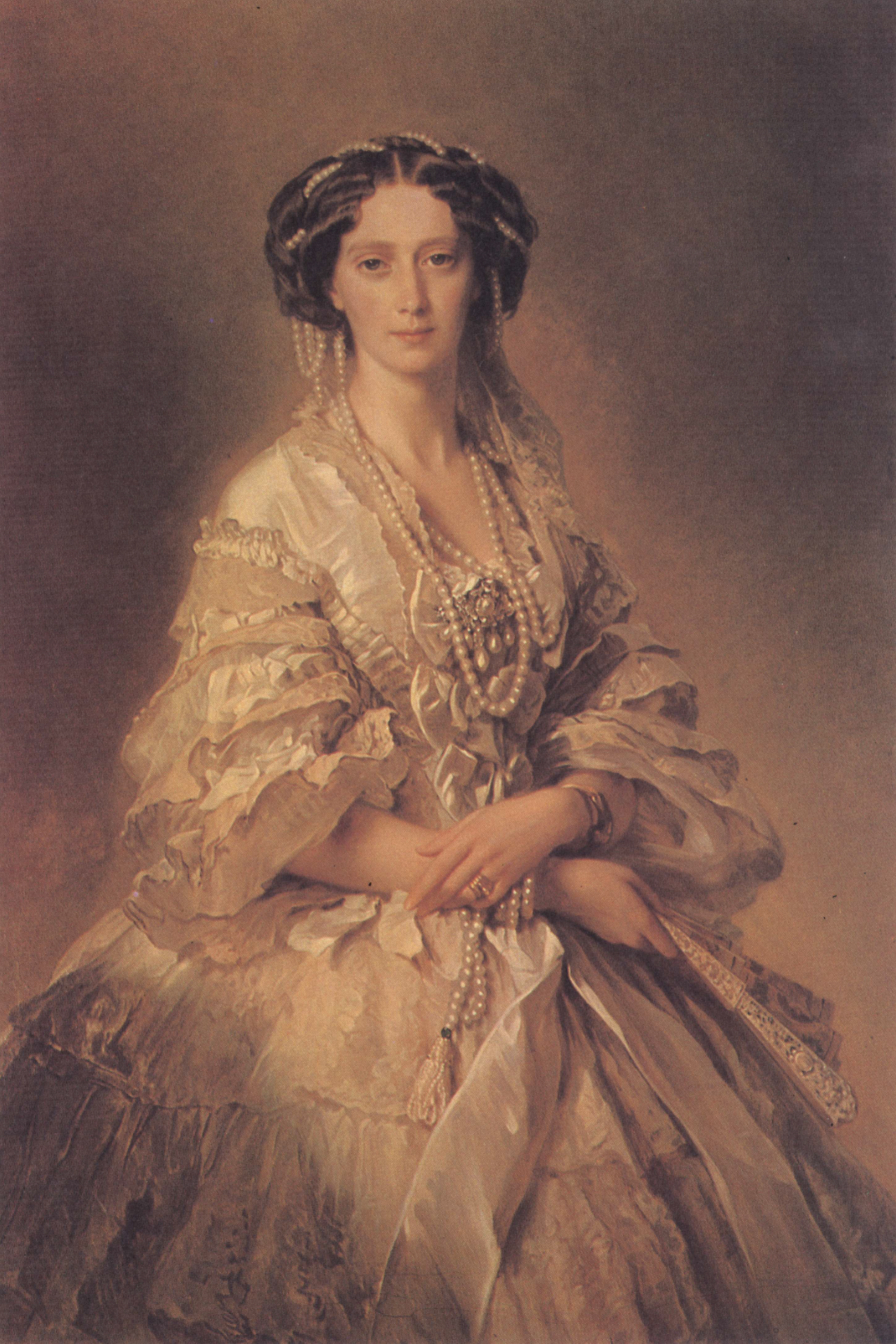
Franz Xaver Winterhalter: Marie von Hessen-Darmstadt als Zarin, 1857

Das Museum zeigt eine Vielzahl historischer Gegenstände, Gemälde, Bilder, Kleidung und Schriftstücke zur Geschichte des Hauses Hessen, des Landes Hessen und Darmstadts. Themenbereiche im Museum sind: Landgrafschaft Hessen, Von Napoleon zum Großherzogtum und Großherzogtum Hessen-Darmstadt. Im Vordergrund der nach Epochen eingerichteten Ausstellungsräume steht jedoch die fürstliche Wohn- und Lebenskultur von der Teilung des Hauses Hessen im späten 16. Jahrhundert bis zum Ende der Linie Hessen-Darmstadt Mitte des 20. Jahrhunderts.
In der Ausstellung befinden sich unter anderem die Original-Gemälde von Johann Conrad Seekatz aus dem Braunshardter Schloss, ein Porträt der aus Darmstadt stammenden russischen Kaiserin Marija Alexandrowna von Franz Xaver Winterhalter, eine Haarlocke der als Märtyrerin verehrten Elisabeth von Hessen-Darmstadt sowie ein Ewiges Licht zusammengesetzt aus Schmuckperlen aus der Werkstatt von Peter Carl Farbergé. Bis zum Jahr 2003 war auch die sogenannte Darmstädter Madonna ausgestellt, die 2011 an einen Privatsammler veräußert wurde.

### Sonderausstellungen
Seit Abschluss der Sanierung des Schlossmuseums 2013 bis 2015 finden regelmäßig Sonderausstellungen in einem dafür neu gestalteten Sonderbereich der Ausstellung statt:
- Dem Menschen zur Freude, dem Fürsten zum Ruhm. Sammellust am Hof der Darmstädter Landgrafen (2016)
- Fabergé. Geschenke der Zarenfamilie (2017)
- Das alte Darmstadt. Stadtansichten des Hofmalers E. A. Schnittspahn (2018)
- Es war einmal... Kindheit bei Hofe (2021)
- Queen Victoria. Die Großmutter Europas (2023)